# Даніель Букаер
Даніель Букаер (17 травня 1894 — 26 грудня 1965) — бельгійський вершник.
Олімпійський чемпіон 1920 (індивідуальне вольтижування), 1920 (командне вольтижування) років.